# Phaonia latipennis
Phaonia latipennis är en tvåvingeart som först beskrevs av Macquart 1843.  Phaonia latipennis ingår i släktet Phaonia och familjen husflugor. Inga underarter finns listade i Catalogue of Life.